# Os Reviento
Os Reviento  és una pel·lícula independent espanyola de acció i comèdia de 2023, escrita i dirigida per Kike Narcea i protagonitzada per Mario Mayo.

## Argument
Gabriel a.k.a. TARADO (Mario Mayo) és un ex-boxador que viu en un llogaret retirat de la ciutat al costat del seu pare i el seu gos; Encara podria boxejar però per a evitar el que li va portar a passar uns anys a la presó prefereix portar una vida tranquil·la.
La mort del seu pare i els tripijocs que aquest ocultava atreuen una varietat de personatges fins a la seva casa amb diferents intencions; el seu germà al costat d'una nova núvia problemàtica, una admiradora cabrejada, uns mafiosos conn foscos propòsits i uns pinxos buscant una bossa de diners robats.
Malgrat tractar d'evitar problemes, Tarado haurà de bregar amb tots ells per a posar les coses en els seus lloc, obligant-lo a utilitzar la seva millor habilitat, donar hòsties com a pans i lluitar fins a rebentar-los.

## Repartiment
| Actor/Actriu              | Personatge             |
| ------------------------- | ---------------------- |
| Mario Mayo                | Gabriel, a.k.a. TARADO |
| Diego París               | Tinín                  |
| Fabia Castro              | Estefa                 |
| Fernando Gil              | Rafa Nielsen           |
| Antonio Mayans            | Tino                   |
| Raúl Jiménez              | Chiri                  |
| Ana Márquez               | Sandra                 |
| Lone Fleming              | Becky Nielsen          |
| Esteban Balbi             | Joaco                  |
| Miguel Lago Casal         | Subinspector Blanco    |
| Diego Moreno Peire        | Ezequiel               |
| Manuel Huedo              | Rabo                   |
| Marc Velasco              | Leo Nielsen            |
| Eduardo San Juan          | Isaías                 |
| Rut Santammaría           | Mónica                 |
| Helio Real                | Beni                   |
| Toño Monge                | Alfonsito              |
| Javier Botet              | Jurista                |
| Benja de la Rosa          | Baldo                  |
| Manuel Galea              | Mimosín                |
| Chus de Castro            | Marinieves             |
| Patricia Cosio            | Elena                  |
| Eva Villeta               | Maite                  |
| Ramón Goyanes             | Nica                   |
| Alex Perestroyka          | Krysta                 |
| Wing Tse                  | Efraín                 |
| Eduardo Cervera Retamar   | Rai                    |
| Kaco Forns                | Miguel Ángel           |
| Alejandro Pérez Blanco    | Patón                  |
| Bismark Cantarrán         | Pableras               |
| Rafael Rodriguez Argüello | Arnán                  |
| Erik Gatby                | Tio 1                  |
| Alejandro Licera          | Tio 2                  |
| Santiago Olmo Arraiza     | Tio 3                  |
| Dani Moreno               | Dani                   |
| Carlos Pellón             | Sparring               |
| Héctor Sanfer             | Borjita                |
| Daniel Felipe             | Esbirro                |

## Producció
Os Reviento s una producció independent de JAR Producciones, Bruno Martín, The OtherSide Films, Loniego Films i Gamera Studios. La companyia fundada per Reyes Abades es va fer càrrec dels efectes especials.

## Estrena
La pel·lícula fa la seva estrena mundial en Fantastic Fest d'Austin, Tx, al setembre de 2023.  Poc després participà a la secció Midnight X-Treme del LVI Festival Internacional de Cinema Fantàstic de Catalunya. Distribuïda per The Other Side Films, fou estrenada cinematogràficament a Espanya el 13 de setembre de 2024.
Aquest mateix any participa en Secció Oficial en Festival de Cinema Fantàstic de Màlaga el mes de novembre.

## Reconeixements
| Any  | Premi                                                       | Categoria                         | Nominat                           | Resultat  | Ref    |
| ---- | ----------------------------------------------------------- | --------------------------------- | --------------------------------- | --------- | ------ |
| 2023 | 2023 Fantastic Fest                                         | Premi del Públic                  | Premi del Públic                  | Guanyador | [ 10 ] |
| 2023 | LVI Festival Internacional de Cinema Fantàstic de Catalunya | Premi del Públic Midnight X-treme | Premi del Públic Midnight X-treme | Guanyador | [ 11 ] |